# Boko Haram
Boko Haram es el nombre por el que se conoce un grupo terrorista de carácter fundamentalista islámico que actúa principalmente en el norte de Nigeria (el grupo se autodenomina جماعة اهل السنة للدعوة والجهاد Jamā'atu Ahlu-s-Sunnah li-d-Da'awatih wa-l-Jihad 'Seguidores de la Sunnah para la predicación y la yihad'). Creado en 2002, en 2015 manifestó su lealtad al Estado Islámico. Desde 2016 está dividido en dos facciones yihadistas terroristas activas en el norte de Nigeria: el Estado Islámico en África Occidental (inglés: Islamic State's West Africa Province (ISWAP)) y la Jamā'at Ahl as-Sunnah lid-Da'wah wa'l-Jihād (JAS).
El grupo inicial fue fundado en 2002 en la localidad de Maiduguri, en el Estado de Borno, por el predicador islamista Mohammed Yusuf, abatido por la policía en 2009. Le sucedió su discípulo Abubakar Shekau que militarizó el grupo. Además de actuar en el norte de Nigeria empezó a estar presente en la zona del lago Chad situado en la frontera entre Chad, Níger, Nigeria y Camerún.
En 2013 fue designado por Estados Unidos como grupo terrorista. Un año después, en 2014 declaró el califato en las áreas que tenían bajo su control.
En abril de 2014 Boko Haram ejecutó una de sus acciones más mediáticas: el secuestro de 276 niñas en una escuela de Chibok.
En marzo de 2015, Shekau pronunció el bayat (juramento de lealtad) al “califa” Abu Bakr al-Baghdadi, lealtad aceptada por el entonces “portavoz” de Daesh, Mohamed al-Adnani pasando el grupo a denominarse Wilāyat Gharb Ifrīqīyyah (Provincia de África Occidental). Tras esta declaración recibió a un equipo de expertos en Sambisa, en el Estado de Borno que proporcionó al grupo adiestramiento en cuestiones militares y en comunicación.
En 2016 la autoridad del “califato” relevó a Shekau de su cargo de wali (gobernador) ocupando su lugar  Abu Mosab al-Barnaoui (Habeeb Bin Bin Muhamed Yusuf al-Barnawi). Desde entonces las dos facciones se han mantenido enfrentadas.  El año 2016 estuvo marcado por violentos combates entre el JAS y el ISWAP en el sur del lago Chad. Posteriormente los enfrentamientos sistemáticos acabaron aunque continuaron las disputas puntuales por el control de la población en el territorio.
El líder del  Estado Islámico en África del Oeste desde agosto de 2016 hasta marzo de 2019 fue Abu Mosab al-Barnaoui, su sucesor murió y el primer trimestre de 2020 estuvo marcado por violentas luchas internas en las que varios "emires" murieron en arreglos de cuentas rivales. En diciembre de 2020 se cree que está liderado por Ba Lawan.
El líder de la Jamā'at Ahl as-Sunnah lid-Da'wah wa'l-Jihād JAS es Abubakar Shekau quien ha sido dado por muerto en varias ocasiones. En diciembre de 2020 se atribuyó el secuestro de más de 500 chicos adolescentes en un internado de Kankara. Según analistas el JAS anima a que se sumen a sus filas a quienes han desertado del Estado Islámico.
Boko Haram significa en idioma hausa (bóokòo haram, AFI: [bōːkòː hàrâm]): "la pretenciosidad es anatema"a veces interpretado —incorrectamente— como "la educación occidental es pecado".
Uno de sus objetivos declarados es el establecimiento de la Sharía como norma vigente en todos los estados de Nigeria, y no solo en el norte de mayoría musulmana. Si bien en el norte de Nigeria, la Sharía ha sido tradicionalmente considerada como un código de justicia informal, y es aceptada por sectores de la población del norte, es ampliamente rechazada en el sur de Nigeria, donde existe una proporción mayor de cristianos. Boko Haram es una organización que apoya abiertamente el terrorismo contra la población civil y usa medios violentos y coactivos en la persecución de sus objetivos político-religiosos. 
En 2019 y 2020 se detectó la expansión del grupo a otras regiones de Nigeria, en la zona noroeste que antes no era su territorio de acción:  Zamfara, Soloto, Kaduna y  Katsina donde se ha producido el secuestro en el internado de Kankara.

## Historia
El grupo fue fundado en 2002, en la localidad de Maiduguri, en el Estado de Borno, por el predicador islamista Mohammed Yusuf quien lideró el grupo hasta su muerte en julio de 2009. En 2004 la sede fue trasladada a Kanamma, en el estado de Yobe, donde se constituyó una central operativa denominada "Afganistán", la cual sirvió para atacar y realizar atentados contra las fuerzas policiales nigerianas. Tras la muerte de Yusuf, el grupo pasó a ser liderado por Abubakar Shekau.
A finales de diciembre de 2011, el gobierno nigeriano declaró el estado de emergencia en cuatro estados del norte y centro del país (Borno, Yobe, Plateau y Níger), tras una serie de atentados atribuidos a la organización. Los atentados se prolongarían a lo largo de todo el mes de enero de 2012, extendiéndose al Estado de Kano, donde se promulgó el toque de queda.
En 2013 protagonizaron varios ataques a centros educativos del país africano, dejando numerosas víctimas mortales, como en el ataque a una escuela del Estado de Yobe de 2013.
En febrero de 2014, en un nuevo ataque, Boko Haram quemó vivos a cerca de 60 estudiantes en una escuela cristiana y en abril del mismo año protagonizó el secuestro en Chibok de 279 alumnas de un colegio femenino.
Los ataques terroristas de Boko Haram han causado la muerte de más de 30.000 y el desplazamiento de unos 3 millones de personas desde julio de 2009, cuando comenzó la violencia en los estados del noreste del país, Borno, Adamawa y Yobe, en un área aproximadamente del tamaño de Bélgica
Con el paso de los años el grupo ha ido extendiendo su influencia llegando a los estados del noroeste de Nigeria. En diciembre de 2020 Boko Haram reivindicó el secuestro de más de 300 chicos adolescentes en un internado de Kankara.

### Secuestro de 2014
El 14 de abril, el mismo día que el grupo realizaba el atentado de Abuya de 2014, secuestraron más de doscientas chicas de una escuela en Jibik como parte de una campaña política en contra de la educación occidental de los estados de Borno, Yobe y Adamawa. De ellas, 53 niñas pudieron escapar en los días siguientes al secuestro. Todas las escuelas en el estado de Borno fueron cerradas.
El 5 de mayo, el líder del grupo, Abubakar Shekau, reivindicó el secuestro a través de un video donde afirmaba que las vendería en el mercado y que la educación occidental debía cesar. Una niña raptada en un secuestro anterior, y que pudo escapar, contó que las cautivas eran violadas varias veces por día y forzadas a convertirse al islam, y que les cortaban la garganta si no lo hacían.
14 de octubre de 2016 — El Secretario General de la ONU acogió con beneplácito la liberación de 21 niñas que habían sido secuestradas hace más de dos años en Chibok, Nigeria.
En un comunicado, Ban Ki-moon señaló que continúa muy preocupado por la seguridad y bienestar del resto de las estudiantes y otras víctimas de secuestro a manos de Boko Haram, que permanecen cautivas.
Las niñas liberadas formaban parte de un grupo de más de 270 menores raptadas en abril de 2014. Hasta ahora, más de 200 siguen en cautiverio.
Ban Ki-moon urgió a la comunidad internacional a seguir apoyando los esfuerzos del Gobierno de Nigeria por garantizar la liberación, rehabilitación y reintegración de todos los secuestrados por esa agrupación extremista.
Del mismo modo, llamó a redoblar las medidas para asegurar un mayor acceso del personal humanitario al noreste de Nigeria y reiteró el compromiso de la ONU con la población necesitada en esa zona del país.
El titular de la ONU también indicó que su representante especial para África Occidental y el Sahel continúa conversando con las autoridades nigerianas y los socios internacionales para encontrar la mejor manera de ampliar ese acceso humanitario.
Cuando el 14 de abril de 2019 se cumplió el quinto aniversario del secuestro, aún se desconocía el paradero de 112 de las 276 niñas secuestradas.

### Creación del Califato

Zona de Nigeria bajo control de Boko Haram en enero de 2015.

A finales de agosto de 2014, el líder del grupo anunció la creación de un califato, y lanzó diversos ataques, tomando el control de la población de Bama, al norte de Nigeria, en un ataque que causó miles de desplazados y que dejó víctimas fatales. Tras ello, Boko Haram ha llegado a tomar el control de algunos territorios del noreste de Nigeria, lo que ha sido reiteradamente negado por el gobierno de Abuya; pese a ello agencias internacionales y fuentes independientes han mostrado que el grupo ha llegado a controlar a un grupo de más de 20 ciudades nigerianas, localizadas casi todas ellas en los estados Borno y Yobe.
Tras una serie de encuentros entre los líderes de los países de la región, Camerún anunció el 30 de noviembre de 2014 la formación de una coalición internacional contra el terrorismo integrada por Benín, Chad, Camerún, Níger y Nigeria.

### Expansión

Zona de Nigeria bajo control de Boko Haram en febrero de 2015.

El 3 de enero de 2015, los terroristas asaltaron una base del ejército en la ciudad de Baga, consiguiendo capturarla al día siguiente; a lo largo del mismo mes de enero, la organización inició una expansión de los territorios bajo su control, llegando a conquistar en torno al 70% del estado de Borno. En Borno, las ciudades más importantes bajo poder de los extremistas para enero de 2015 eran Damboa, Gwoza, Gamboru Ngala, Banki, Bama y Chibok. En el estado de Yobe fueron Buni Yadi, Bokwari, Maza y el sureste de Jiri. A mediados del mismo mes Boko Haram atacó una base militar camerunesa en Kolofata. El 18 de enero el grupo cruzó la frontera nigeriano-camerunesa, realizando ataques sobre las localidades de Maki y Mada, en el distrito de Tourou, en las proximidades de la ciudad de Mokolo (Región del Extremo Norte), y secuestrando a entre 60 y 80 personas, la mayoría de ellas niños de entre 10 y 15.

### Ofensivas contra Boko Haram

Zona de Nigeria bajo control de Boko Haram en abril de 2015.

El 4 de febrero el ejército de Chad mató a cerca de 200 militantes de Boko Haram en la frontera Nigeria-Chad, como respuesta a un ataque previo por parte de las milicias islamistas el día anterior. Poco después Boko Haram lanzó un ataque sobre la localidad camerunesa de Fotokol, asesinando a 81 civiles, junto a 13 soldados de Chad y 6 de Camerún. Por su parte, ese mismo mes el ejército nigeriano retomó la ciudad de Monguno, causando importantes pérdidas a los extremistas, lo que fue confirmado por fuentes independientes. El 14 de febrero el Ejército de Nigeria junto a tropas de Camerún, Chad y Níger, lanzó una ofensiva para tomar el área de Sambisa, uno de los centros principales de Boko Haram, liberando a un total de 687 mujeres y niños esclavizadas por la organización.
En marzo de 2015, y tras producirse los atentados de Maiduguri de ese mismo año, se informó que Nigeria había contratado a cientos de mercenarios procedentes de Sudáfrica y de la antigua Unión Soviética para reforzar su ofensiva contra el grupo integrista islámico.
En ese mismo mes, Boko Haram perdió el control de dos localidades importantes, Bama y Gwoza, que eran consideradas por el ejército nigeriano las bases principales del grupo y que fueron retomadas por el ejército nacional. También otras villas como Damasak fueron retomadas por el ejército nigeriano durante la misma ofensiva. En paralelo a todo lo anterior, el grupo islamista anunció su integración en el Estado Islámico de Abu Bakr al-Baghdadi.
A lo largo de abril de 2015, las bases de Boko Haram en la selva Sambisa fueron atacadas por el ejército nigeriano, liberando a en torno a 300 mujeres y niñas. Las fuerzas de Boko Haram se retiraron a los montes Mandara, a lo largo de la frontera Nigeria-Camerún. A finales de abril, el ejército nigeriano afirmó haber tomado el control de la mayoría del territorio nord-oriental previamente en manos de Boko Haram, excepto el área de la selva Sambisa.
El 15 de junio se produjo un ataque a través de dos terroristas suicidas en la capital de Chad, Yamena, contra el cuartel central de la policía, produciendo 27 muertos y cerca de 100 heridos. El gobierno de Chad atribuyó la responsabilidad del ataque a Boko Haram, lo que llevó a que el 18 de junio las Fuerzas Aéreas de Chad lanzaran ataques contra las bases del grupo en Nigeria. El 1 de julio se produjeron varios ataques atribuidos al grupo en la localidad nigeriana de Kukawa, resultando 48 personas asesinadas, produciéndose al día siguientes nuevos ataques, resultando muertas otras 97 personas. Posteriormente, el 11 de julio, se produjo otro atentado del grupo contra un mercado de la capital chadiana, causando la muerte de al menos 15 personas.
Por su parte, el ejército nigeriano llevó a cabo en octubre de 2015 una operación militar contra los poblados de Bulajilin y Manawashe (Estado de Borno), todavía en manos de Boko Haram. Tras el ataque, en el que habrían muerto una treintena de islamistas, fueron rescatadas 338 personas secuestradas: 8 hombres, 138 mujeres y 192 niños. Fueron evacuados a la localidad de Mubi.

### Negociación para la liberación de las chicas de Chibok
En octubre de 2016 el gobierno de Nigeria confirmó la liberación de 21 adolescentes secuestradas por Boko Haram en Chibok fruto de un pacto negociado con Boko Haram con la mediación de la Cruz Roja Internacional y el gobierno de Suiza. Según fuentes locales recogidas por la agencia Afp las chicas fueron cambiadas por cuatro guerrilleros de Boko Haram encarcelados desde hacía algunos meses. El gobierno de Nigeria declinó confirmar el dato. El portavoz del Ministerio de Defensa, general Rabe Abubakar admitió negociaciones con el grupo y manifestó su optimismo para liberar al resto de las chicas. En noviembre de 2016 los soldados liberaron a otra chica. aun hay niñas secuestradas. Se calcula que todavía hay 196 niñas de Chibok en manos de Boko Haram.

### Secuestro de adolescentes en la escuela de Dapchi
El 19 de febrero de 2018 Boko Haram secuestró a 110 estudiantes en el instituto femenino de Dapchi en el estado de Yobe. Según un informe de Amnistía Internacional se avisó al ejército al menos cuatro horas antes del ataque pero no reaccionó. Un mes después liberó a 105 chicas. Cinco de ellas murieron, según la agencia local que no informó de si se había o no pagado rescate.

### Matanza en Borno
El 9 de junio de 2020, un grupo armado de Boko Haram entró a una aldea de la provincia de Borno, noroeste de Nigeria, asesinando a 69 pobladores y arrasando con la aldea Faduma Koloram, apropiándose del ganado. Debido a las malas comunicaciones, el ataque sólo pudo ser informado al día siguiente

### Secuestro de adolescentes en Kankara
Durante la noche del viernes 11 al sábado 12 de diciembre de 2020 fue atacada la Escuela de Secundaria de Ciencias del Gobierno en Kankara, en el estado de Katsina, al noroeste de Nigeria en una zona alejada del territorio en el que habitualmente se mueve Boko Haram. Más de un centenar de hombres armados y en moto atacaron el internado donde había 839 alumnos. Algunos lograron escapar. En un principio las autoridades hablaron de 333 alumnos entre 12 y 16 años secuestrados, después de 400 y más tarde de 520. El 15 de diciembre Boko Haram reivindicó el ataque en un mensaje de voz difundido a través de los canales tradicionales del grupo: «Soy Abubakar Shekau y nuestros hermanos están detrás del secuestro de Katsina». El caso recuerda al secuestro de las niñas de Chibok que en un principio fue atribuida a «bandidos» que no actuaban inicialmente por motivos religiosos ni ideológicos ya que es frecuente en Nigeria que grupos armados aterroricen a la población para hacerse con sus animales y con los pueblos por motivos financieros.  El Presidente de Nigeria, Muhammadu Buhari, es originario del sitio en el que se produjo el secuestro y en el momento en el que ocurrieron los hechos estaba de visita en su casa. Condenó el ataque y ordenó que se reforzara la seguridad de todas las escuelas.
El 17 de diciembre el gobernador Aminu Bello Masari aseguró que se habían podido liberar a 344 de los 520 estudiantes secuestrados. Horas antes Boko Haram había difundido un vídeo en el que podían verse decenas de adolescentes entre los que se identificaba a estudiantes secuestrados. Un hombre, que se presentó como Abubakar Shekau, emitía un mensaje de voz en el que afirma: "Estos son mis hombres y estos son los hijos de ustedes".
Según informaciones de algunas agencias este secuestro masivo fue coordinado por el jefe de la banda Awwalun Daudawa en colaboración con otros dos bandoleros famosos, Idi Minoriti y Dankarami, líderes de grupos armados que aterrorizan a la población en el norte de Nigeria, y perpetran secuestros extorsivos y robos de ganado. Según varios testimonios de jóvenes que lograron escapar, los rehenes fueron divididos en varios grupos la misma noche del secuestro. Según una fuente de seguridad los jóvenes que aparecen en el video son los secuestrados por Awwalun Daudawa.

### Ataque a una base de la ONU
El 1 de marzo de 2021 se adjudica al grupo Estado Islámico en África del Oeste (Iswap) el ataque a un campo militar y una base de la ONU en Dikwa.

## Expansión
Desde principios de 2019 los gobernadores de los Estados del Noroeste de Nigeria (Katsina, Zamfara, Soloto, Kaduna) advirtieron al gobierno central de la infiltración yihadista de Boko Haram en la región. Analistas consideran que Boko Haram está expandiendo su influencia y que se está produciendo un acercamiento de grupos de bandidos al grupo yihadista. Idayat Hassan, experto en seguridad del Centro por la democracia y el desarrollo (CDD-West Africa) establecido en Abuya confirmó en diciembre de 2020 tras el secuestro de adolescentes en Kankara que «Hay informaciones que indican que antiguos combatientes que han dejado Boko Haram o el Iswap (Estado Islámico en África del Oeste) se han unido a los bandidos en el noroeste (...) por otro lado también hemos visto a algunos grupos prestar juramento a Shekau, el líder de Boko Haram, en los últimos meses».

## Financiación
La Unidad de Inteligencia Financiera de Nigeria ha logrado relacionar la financiación del grupo terrorista mediante organizaciones musulmanas de caridad. El azaque es uno de los principales medios de financiación de la organización islamista.